# Linda Schultz
Linda Schultz (* 28. August 1981 in Hamburg) ist eine deutsche Schriftstellerin.

## Leben
Linda Schultz wuchs in Hamburg auf und arbeitet dort als Lehrerin am Gymnasium Blankenese. Sie studierte Kunst, Deutsch und Geographie an der Muthesius Kunsthochschule und der Christian Albrechts Universität zu Kiel. Zurzeit promoviert sie an der Universität Hamburg. 2014 erschien ihr erster Kriminalroman Elbgut im Schardt Verlag. Im Mai 2016 erschien ihr zweiter Roman Alsterschein (ebenso Schardt Verlag). Beide Romane sind der Kriminalliteratur zuzuordnen.

## Werke
- 2014: Elbgut, Schardt Verlag, Oldenburg, ISBN 978-3-89841-770-9
- 2016: Alsterschein, Schardt Verlag, Oldenburg, ISBN 978-3-89841-848-5